# Mohol
Mohol (szerbül Мол / Mol) település Szerbiában, a Vajdaságban, az Észak-bánsági körzetben, Ada községben.

## Fekvése
Mohol (szerbül Мол / Mol, németül Mol) a mai Ada község déli részén fekvő legnagyobb, Adával majdnem megegyező nagyságú és lakosú település, amely a Tisza mentén húzódik az Újvidék-Szeged országúton. Adához 1957 július 1-jén, egy népszavazás útján csatolták; területeinek egy része pedig Topolyához került.

## Nevének eredete
Moholy ~ Mohol, Mohoj ~ Mohol, Mól, (Mohol ~ Mól), [Mohol];
Mohojon ~ Moholon, Mohojrú ~ Moholrú, Mohojra ~ Moholra;
Moharewe, Moharewy, Moharrywe 1230-1323 között, Mohai, Mahol, Maholrév,
Moharéve 1412-1521., Mohol 1521., Moholy 1665., Mohol 1690., Mól 1701.,
Moholy 1720., Mohol 1900., 1944., Mól (a helység szerb neve) 1959.
Azok, akik a Tisza mellett élnek, igen jól tudják, hogy ez a vidék az élet bölcsője.
A Tisza éppen ezért már a történelem előtti időkben is vonzotta az embereket.
Évszázadokon keresztül, egyre fokozottabban és egyre gyakrabban települtek
partjára. A területén talált régészeti leletek arra engednek következtetni, hogy a
Tisza m entének e szakasza m ár kétezer évvel ezelőtt is lakott terület volt.
A középkori helységek okleveles említésének sorrendjében Moholt először
1230 táján Moharewe, Moharewy, M oharrywe néven említették. Korszakunk
írásm ódjának megfelelően földrajzi névnek Moharévét vagy Moharrévét kellene
tekinteni, de ezek a nevek a történelem során - 1521-re - átalakultak Mohollá. Mivel Mohol néven ma is fennálló, többségében magyar népes település, így maradtunk a jelenleg
használt Mohol mellett. A helység szerb neve pedig Mól.

## Története
Mohol a zentai járásban, Zentától délre, Ada alatt, a Tisza mellett fekszik. Moholnak régi neve Moharéve, mely Becsei Imre birtoka volt, aki ezt 1323-ban Lampert országbíró előtt Dombónak adta cserébe, ennek tiszántúli Szentmiklós és Akacs nevű birtokaiért. 1332-ben a csanádi káptalan előtt Salánki Dombó Moharéve nevű birtokát, a mely Bácsmegyében van a Tisza mellett, 40 márkáért Becsei Imrének és fiainak visszaadta. Később Moharéve a Telegdiek birtokába ment át, s mint ilyenről történik említés 1412-ben, midőn Zsigmond király Csanád vármegyébe kebelezte át, mert a Telegdieknek itt több birtokuk is volt. Ezután az 1521. évi Csongrád vármegyei tizedjegyzékben már Mohol néven szerepel. A török defterek a szegedi nahijében felsorolják Moholt 1570 körűl 5, 1580-ban 17 és 1590-ben 23 adózó házzal. Mohol az 1690. évi török mappán is fel van tüntetve a Tisza mellett, a Moholka bara beömlése alatt egy szigeten, melyet a Morski fok a Tiszával alkot. E sziget neve Tatarszka-ada (Tartársziget). 1751-ben a határőrvidék megszüntével Mohol is a tiszai koronai kerületbe került. 1771-ben Moholon az úrbéri összeírás szerint volt 273 gazda, 17 házas zsellér és 6 lakó. A Moholhoz tartozó határrészek (puszták és dűlők): Novoszeló, Csanadacz, Pogledics, Obornyacza, Gyentáros, Tivitska, Dolity, Ugarszko, Szelistye. 1804–5-ben a már itt élő magyarok mellé, nagyobb számmal telepedtek ide magyarok, akik 1806-ban plébániát is kaptak. A Szent-György tiszteletére szentelt templom 1824-ből való, valamint a görög keletiek temploma is ekkor épült. 1848-ban a koronai kerület megszünvén, Moholt is a vármegyébe kebelezték. 1870-ben megváltja magát a földesúri terhek alól. Mohol régi pecsétje 1751-ből való. Van a községben kath. legényegylet, kath. kör., polgári dalkör és ker. szocziális-egyesület; pénzintézetei: az Ada-moholi hitelszövetkezet, Moholi segélyegylet, önsegélyző szövetkezet, két fogyasztási szövetkezet. A község határa 25,530 kat. hold. Hozzátartoznak Mohol-Gunáros, Nagyvölgy és Töviske nevű határrészek. Mohol határában négy őshalom is van. Az 1900. évi népszámlálás szerint itt 9869 lélek volt, 1926 házban. Anyanyelv szerint: 6210 magyar. Vallás szerint: 6007 róm. kath.
Van vasútállomása és postája. A történelmi kutatások alapján valahol e vidéken feküdt a régi elpusztúlt Turol község. Négy ilyen község szerepelt a vármegyében, ú. m. Turol, Mező-Turol, Árkos-Turol és Vizes-Turol, melyek együtt is, külön is szerepelnek. 1426-ban a Szólátiak panaszolják, hogy e birtokot a Beteriek eladták a Garaiaknak. 1426-ban Mező-Turol a Garaiaké lesz és 1462-ben Vizes-Turol és Árkos-Turol is. Ugyanekkor Vizes-Turol birtokosaként Szilágyi Erzsébet is meg van nevezve. – Ugyancsak Mohol közelében említenek az oklevelek egy Kétfülű nevü helységet is, mely 1504-ben Korvin Jánosé volt.

## Plébánosok - Káplánok
Stephanus Davidek adm. (1806-1810) Andreas Róka adm. (1811-1817) Andreas Csicsak/ Csicsáky adm. (1818-1826) Josephus Trsztyánszky (1827-1835) Martinus Gerzsán adm. (1836) par. (1837-1848) I. Comitatus Csongradiensis Tab. Jud. Assessor (1839) Franciscus Csáby adm., emeritus par. Szent-Tamásiensis (1851) par. (1852-1861) not. distr. (1853) Michael Varga (1862-1884) not. distr. (1862-1873) Josephus Sümeghi (1885) Augustinus Újhelyi (1886-1902) not. distr. (1891-1900) Ludovicus Posch adm. (1903) Franciscus Michler (1904-1923)
Emericus Halász (1847) Franciscus Auszter (1848) vacat (1851-1853) Ignatius Szűts (1854) vacat (1855-1856) Ignatius Schatz (1857-1858) Franciscus Moder (1859) Georgius Móhl (1860-1861) Stephanus Haffner (1862) Stephanus Habram (1863-1864) Andreas Mihályi (1865)Adalbertus Nagy (1866) vacat (1867) Ludovicus Till (1868-1869) Ludovicus Róka (1870-1872) Josephus Sümeghi (1873-1884) Sigismundus Cziráky (1885-1886) Ferdinandus Rockenstein (1887) Georgius Bálint (1888-1889) Antonius Fáncsy (1890) Eugenius Dúlósy (1891-1892) Ludovicus Polyákovics (1893) Franciscus Kis-Erős (1894)Emericus Lippay (1895) Ernestus Szászy (1896) Franciscus Páv (1897) Stephanus Nagy (1899-1901) Julius Vanicsek (1902) vacat (1903) Petrus Kuczka (1904) Carolus Raile (1905-1906) Ferdinandus Dallmann (1907) Eugenius Böhm (1908-1910) Joannes Stadler (1911-1913) Emericus Kovács (1914) Georgius Ternay (1915) Ludovicus Vorák (1919-1921) Colomannus Mathis (1923)

## Földrajza
Mohol a Bácska keleti részében terül el, a Tisza folyó jobb partján. Északon Ada,
délen Petrovoszelló (Péterréve), nyugaton a Völgypart (Nagyvölgy) és Gunaras,
keleten a Tisza határolják. Kisebb dombok, kiemelkedések szaggatják meg sík vidékét. A Tisza mente egyik legrégibb települése a Vajdaság északi részén az Óbecse-Zenta út felezőpontján. Mohol a keleti hosszúság (Greenwichtől) 20. fokának 7.percén és az északi szélesség 45. fokának 46. percén 82 m éter tengerszint feletti magasságban helyezkedik el.
Határa a második világháború előtt 32 km hosszú, területe 25 530 katasztrális
hold (14 693 ha). Keleten a szélessége IVi km, középen 2,2 km, a nyugati rész 5Vi
km széles volt.
A második világháború után, 1948. január 1-jén Mohol-Gunarast, Brazíliát, Töviskei-pusztát és Istenáldást, Topolyához csatolták.

## Földtani viszonyai
Geomorfológiai tekintetben a moholi határ a következőkre osztható:
a) Alluviális síkság - a Tisza menti réti földek.
b) Löszterasz - a lakott településtől egészen a Völgypart felé eső Orom partig.
A löszteraszt 50-60 cm-es humusz , azaz fekete föld takarja, amely ezt a
területet a Tisza-vidék egyik legtermékenyebb talajává teszi.

## Vízrajza
Vízrajzát illetőleg elmondható, hogy ivóvízben gazdag. Északi határán a
Budzsák-, belső határában a Csanál-, nyugati határán a Csík-patak helyezkedik
el, keleti határát a Tisza folyó képezi.
A Tisza Mohol keleti határát képezi (a Bácskát választja el a Bánságtól-Bánáttól).
Forrása a Kárpát-hegységben fakad. Szabályozásáig, mint minden síksági folyó,
a Tisza is kiszámíthatatlan, áradásaikor féktelen folyammá változott. 
Áradásaival
hatalmas területeket öntött el, és az emberek több évtizedes munkáját tette tönkre.
Mohol tiszai réve már az 1200-as években működött, és ismert volt. 
Valamikor a Tisza kacskaringós folyásával sok település mellett folyt el.
Martonosnál lépi át Magyarország és Szerbia mostani (Trianon utáni) határát. Tekervényes folyásával délnek tartva Titelnél ömlik a Dunába. 
1855-ben került sor az Ada és Mohol közötti
Tisza-kanyar átvágására. A valamikori moholi komptól 2-300 méterrel, északabbra
az adai strandig kb. 2 km (pontosabban 2048,20 méter) hosszan új m edret ástak a
folyónak. Így a régi meder (mai holtág) a Bánságba került, és ezért van Mohol-nak a Bánságban ma is kataszterileg szárazföldi része (erdője). 
Az új mederrészt kézi erővel ásták, innen a ma is ismert „ásott rész” elnevezés a folyó e szakaszán.
1862-től mérik a folyó vízszintjét. Ebben az évben állították fel a hivatalos állami vízmércét.
1866-ban épültek meg a töltések. A jelenlegi töltés hossza Mohol-nál 9 kilométer
(Mohol határa a dunai torkolattól számítva a 908-as karótól az északi 998-as karók
között terül el, maga a település központja pedig kb. 98 km északra a torkolattól, a
968-as és a 998-as karók között); 2000 kát. hold termékeny szántóföldet és a falut
védi a folyó áradásaitól és kiöntéseitől.
Az 1882-ben épült és a forgalomnak átadott hajóállomása 1957-ig működött.
Jelenleg a folyó átlagos szélessége mintegy 200 méter, átlagos mélysége 360 cm.
A folyó nagyobb áradásai és pusztításai az 1870, 1872, 1873, 1876, 1879, 1888,
1919, 1932, 1940, 1942 és 1970-es években történtek.
Az 1863. évi szárazság, majd az 1863, 1866, 1870, 1876, 1877-évi fagyok óriási
károkat okoztak az egész Bács-Bodrog megyében.
Az 1877. július 26-án megtartott moholi városi képviselő-testületi ülésen
Tripolszki László járási mérnök arról tájékoztatta a jelen lévő képviselőket, hogy az
alispántól engedélyt kapott az alsóréti víz elvezetéséhez a Tisza-töltés átvágásával.
Az eddig mért legmagasabb vízállást, 690 cm -t az 1970-es áradás alkalmával,
míg a legalacsonyabb vízállást, 120 cm -t 1951-ben mérték (ebben az évben a
hajóforgalom hónapokig szünetelt).
A Tisza „virágzása” az időjárástól függően júniusban kezdődik, és július derekáig tart. A virágzás a késő délutánra esik: kb. 17 óra körül kezdődik m inden
előzetes jel nélkül. Mára az iparosodás, a vegyszerek és egyéb mérgező anyagok
miatt, amit az emberek a védtelen folyóba engednek, a Tisza virágzása Mohol-nál már évtizedek óta szünetel.
A tiszai gátőr szolgálat. A moholi mezővárosi képviselő testület 1875. április 10-én tartott rendes közgyűlése alkalmával tárgyalt a Tisza-szabályozási Társulat
átiratáról, melyben az - hivatkozva az erre vonatkozó törvényre és szabályrendeletre - a töltés megvédéséhez szükséges anyagok beszerzését és egy töltésbiztos (gátőr) alkalmazását sürgeti. Az anyagok beszerzésével a községi bírót bízták meg.
A „töltésbiztos” megválasztását a jövő közgyűlésre halasztották el. Ezek szerint Moholon az első gátőrt 1875-ben választották.
A Csík-patak Mohol nyugati határát képezi (az 1948-as határkiigazítás után).
Forrása a mai Magyarország területén van. Medre kb. 80 km hosszú, és Péterrévé-nél ömlik a Tiszába.
A Csanál-patak Mohol szántóföldjeit szeli át észak-déli irányban, de csak csapadékos esztendőkben telik meg vízzel. Mintegy 15 km hosszú. Esős évszakokban
elég nagy földterületeket képes elárasztani nagyobb tavat képezve. Medrében száraz évszakban ritkán van víz, jobbára csak mocsaras növényzet tenyészik benne.
A Budzsák kisebb folyócska Mohol északi határán. Egy részével határt képez Mohol és Ada között. Kb. 25 km hosszú. Forrása nincs, általában a talajvízből
keletkezik. A Budzsák vize jelenleg is, de úgy látszik, a múltban is alkalmas volt
halászatra. Lásd a moholi mezővárosi Képviselő-testület 1875. február 25-én tartott
rendkívüli közgyűlésén felvett jegyzőkönyvet, amelynek tanúsága szerint B a b ó c z
G y ö r g y zentai lakos ajánlatot tett Mohol község elöljáróságának, hogy adná neki
bérbe a Budzsák vizében való halászatot vagy az adai halászokkal együtt, vagy
külön. A Budzsákban megtermett nádat a moholi elöljáróság az adai elöljárósággal
egyetemben árverés útján adta ki haszonbérbe. 1942-ben a nagy esőzés Moholon elég nagy árvizet okozott.
Az Olovacs ma is meglévő mocsár, vize és sara már a legrégebbi időktől gyógy-hatásáról ismert. Mégis csak 1932-ben került sor az 1910-től működő Olovacs gyógyfürdő korszerűsítésére. Ekkor épült ugyanis fel az 50 személyt befogadó
gyógyfürdő, melyet nemcsak a helybeliek, hanem a vidékiek is igénybe vettek. A
gyógyfürdő a Trianon után alakult délszláv állam a Jugoszláv Királyság egyik legismertebb ilyen jellegű intézménye volt.
1942-ben, a nagy árvíz idején az épület összeomlott. Ma már csak egy elhanyagolt, mocsaras terület Mohol és Péterréve határán, kb. 800 m éterre a Zenta-Óbecse
vasútvonaltól nyugatra, jelenleg „betyárstrandként” veszik igénybe.

### Demográfiai változások
| 1800       | 1820       | 1880       | 1891                                              | 1900                                                        | 1910                                               | 1921                                               | 1931                                               | 1948                                   | 1953                                   | 1961                                   | 1971                                   | 1981                                   | 1991                                   | 2002                                   | 2011 |
| ---------- | ---------- | ---------- | ------------------------------------------------- | ----------------------------------------------------------- | -------------------------------------------------- | -------------------------------------------------- | -------------------------------------------------- | -------------------------------------- | -------------------------------------- | -------------------------------------- | -------------------------------------- | -------------------------------------- | -------------------------------------- | -------------------------------------- | ---- |
| 2449 lakos | 4082 lakos | 7782 lakos | 9509 lakosából 5710 magyar, 3669 szláv, 107 német | 9878 lakosából 6054 magyar, 3481 szláv, 266 zsidó, 77 német | 10.254 lakosból, 6615 magyar, 3557 szláv, 85 német | 11.033 lakosból, 7060 magyar, 3693 szláv, 56 német | 11.715 lakosból, 7214 magyar, 4373 szláv, 55 német | 8275 lakosból, 5084 magyar, 3044 szláv | 8121 lakosból, 5104 magyar, 2873 szláv | 8097 lakosból, 5265 magyar, 2776 szláv | 8128 lakosból, 5292 magyar, 2641 szláv | 7950 lakosból, 5206 magyar, 2301 szláv | 7522 lakosból, 4787 magyar, 2171 szláv | 6786 lakosból, 4217 magyar, 2189 szláv | 6009 |

## Híres személyek
- Moholy-Nagy László (1895-1946) építész és festő - itt töltötte gyermekkorát
- Dr. Bálint Lipót – moholi születésű ezredorvos, az I. világháborúban többször kitüntették
- Itt született 1943-ban Hütter Csaba magyar agrármérnök, politikus, földművelésügyi miniszter.

## Nevezetességek
- Római katolikus temploma - 1805-ben alapították, azonban mai formáját csak később nyerte el. A kicsi, 17x7 méteres vertfalú épületet háromszori átépítés után bővítették mai 55×15 méteres formájára. Külső homlokzata eklektikus stílusú, tűhegyes sisakú tornya klasszicista elemekkel díszített. Belsejének festése a 19. század elejéről való, Szent György lovagot ábrázoló oltárképe bécsi műhelyben készült. A templom orgonája Pécsen, az Anster cégnél készült.
- A település központjában található Vajdaság legnagyobb köztéren álló Szent István szobra. A szobrot Sass Tamás, helyi lakos, a moholi katolikus hitközséggel közösen állíttatott. A Szent István szobor leleplezése és megszentelése 2006. augusztus 20-án volt, nagyszámú helybéli és vidéki vendégek jelenlétével.

## Külső hivatkozások
- Mohol története Archiválva 2020. február 19-i dátummal a Wayback Machine-ben
- Tisza partján (a délvidéki magyarirtásra emlékezve, Mohol - Rozványi Dávid verse)